# Harmonijska analiza
Harmonijska analiza je grana matematike koja se bavi reprezentacijom funkcija ili signala kao superpozicije osnovnih talasa, kao i studiranjem i generalizacijom notacije Furijeovih redova i Furijeovih trasformacija (i.e. proširena forma Furijeove analize). Tokom zadnja dva veka, to je postala značajna tema sa primenama u raznim oblastima kao što su teorija brojeva, teorija reprezentacije, obrada signala, kvantna mehanika, analiza plime i neuronauka.
Termin „harmonici” potiče od starogrčke reči harmonikos, sa značenjem „vešt u muzici”. U fizičkim problemima sopstvenih vrednosti, ovaj termin je počeo da označava talase čije su frekvencije celobrojni umnošci jedan drugog, kao što su frekvencije harmonika muzičkih nota, mada je taj pojam generalizovan izvan početnog značenja.
Klasična Furijeova transformacija na  je još uvek oblast tekućih istraživanja, posebno u pogledu Furijeove transformacije na generalnijim objektima kao što su modifikovane raspodele. Na primer, ako se uslove izvesni zahtevi na distribuciju f, može se pokušati da se oni transliraju u smislu Furijeove transformacije f. Primer toga je Pali-Vinerova teorema. Ona neposredno podrazumeva da ako je f nenulta raspodela kompaktnih nosaćih funkcija, onda njena Furijeova transformacija nikada nije kompaktno podržana. Ovo je vrlo elementarni oblik principa neodređenosti u okruženju harmonijske analize. Takođe pogledajte: konvergenciju Furijeove serije.
Furijeove serije mogu se pogodno proučavati u kontekstu Hilbertovih prostora, što pruža vezu između harmonijske analize i funkcionalne analize.

## Primenjena harmonijska analiza
Mnoge primene harmonijske analize u nauci i inženjerstvu počinju idejom ili hipotezom da je fenomen ili signal sastavljen od sume pojedinačnih oscilatornih komponenti. Okeanska plima i vibrirajuće strune uobičajeni su i jednostavni primeri. Uobičajen teoretski pristup je da pokuša da se opiše sistem diferencijalnom jednačinom ili sistemom jednačina da bi se predvidele suštinske karakteristike, uključujući amplitudu, frekvenciju i faze oscilacionih komponenti. Specifične jednačine zavise od polja, mada teorije uglavnom pokušavaju da odaberu jednačine koje predstavljaju glavne primenljive principe.
Eksperimentalni pristup se obično sastoji od prikupljanja podataka koji tačno kvantifikuju fenomen. Na primer, u istraživanju plima, eksperimentalista bi pribavio podatke o dubini vode kao funkcije vremena u dovoljno blisko razmaknutim intervalima da se vidi svaka oscilacija i tokom dovoljno dugog perioda da su obuhvaćeni višestruki oscilacioni periodi. U izučavanju vibrirajućih struna, uobičajeno je da eksperimentalista pribavi uzorke zvučnih talasnih formi uzorkovane brzinom koja je najmanje dvostruko veća od najviše očekivane frekvencije i u trajanju mnogo puta većem od očekivane najniže frekvencije.
Na primer, gornji signal prikazan sa desne strane je zvučni talasni oblik bas-gitare koja je svirana otvorenom žicom i koja odgovara A noti sa osnovnom frekvencijom od 55 Hz. Talasni oblik izgleda oscilatorno, ali je složeniji od jednostavnog sinusnog talasa, što ukazuje na prisustvo dodatnih talasa. Različite talasne komponente koje doprinose zvuku mogu se otkriti primenom tehnike matematičke analize poznate kao Furijeova transformacija, čiji je rezultat prikazan na donjoj slici. Uočljivo je da postoji istaknuti pik na 55 Hz, kao i da postoje i drugi pikovi na 110 Hz, 165 Hz i na drugim frekvencijama koje odgovaraju celobrojnim umnošcima od 55 Hz. U ovom slučaju je 55 Hz identifikovano kao osnovna frekvencija vibracije niza, a celobrojni umnošci su poznati kao harmonici.

## Apstraktna harmonijska analiza
Jedna od najmodernijih grana harmonijske analize, koji koreni su formirani sredinom 20. veka, jeste analiza topoloških grupa. Osnovne motivišuće ideje su razne Furijeove transformacije, koje se mogu generalizovati do transformacije funkcija definisanih na Hausdorfovim lokalno kompaktnim topološkim grupama.
Teorija za abelove lokalno kompaktne grupe naziva se Pontrjaginova dualnost. Harmonijska analiza proučava svojstva te dualnosti i Furijeove transformacije i pokušava da proširi te karakteristike na različita podešavanja, na primer na slučaj neabelovskih Lijevih grupa.
Za opšte neabelovske lokalno kompaktne grupe, harmonijska analiza je usko povezana sa teorijom reprezentacija unitarnih grupa. Za kompaktne grupe, Peter-Vajlova teorema objašnjava kako se mogu dobiti harmonici odabirom jednog nereducibilnog prikaza iz svake ekvivalentne klase reprezentacija. Ovaj izbor harmonika ima neka od korisnih svojstava klasične Furijeove transformacije u smislu prenošenja konvolucija do tačno određenih proizvoda, ili na neki drugi način pokazuje određeno razumevanje ishodišne strukture grupa. Takođe pogledajte nekomutativnu harmonijsku analizu.
Ako grupa nije ni abelovska, ni kompaktna, za sada nije poznata opšte zadovoljavajuća teorija („zadovoljavajuća” u smislu da je barem jaka, koliko i Planšerelova teorema). Međutim, analizirani su mnogi konkretni slučajevi, na primer . U ovom slučaju reprezentacije u beskonačnim dimenzijama igraju presudnu ulogu.

## Druge grane
- Studija sopstvenih vrednosti i sopstvenih vektora Laplasijana na domenima, mnogostrukostima, i (u manjoj meri) grafova se isto tako smatra granom harmonijske analize.[3]
- Harmonijska analiza na Euklidskim prostorima bavi se svojstvima Furijeove transformacije na  koja nemaju analoge na opštim grupama. Na primer, činjenica da je Furijeova transformacija rotaciono-invarijantna. Dekompozicija Furijeove transformacije u njene radijalne i sferne komponente dovodi do tema kao što su Beselove funkcije i sferni harmonici.
- Harmonijska analiza na cevnim domenima bavi se uopštavanjem svojstava Hardijevih prostora na više dimenzije.

## Literatura
- Stein, E. M.; Weiss, G. (1971). Introduction to Fourier Analysis on Euclidean Spaces. Princeton University Press. ISBN 978-0-691-08078-9.
- Elias Stein with Timothy S. Murphy, Harmonic Analysis: Real-Variable Methods, Orthogonality, and Oscillatory Integrals, Princeton University Press, 1993.
- Elias Stein, Topics in Harmonic Analysis Related to the Littlewood-Paley Theory, Princeton University Press, 1970.
- Yitzhak Katznelson, An introduction to harmonic analysis, Third edition. Cambridge University Press, 2004.  0-521-83829-0; 0-521-54359-2
- Terence Tao, Fourier Transform. (Introduces the decomposition of functions into odd + even parts as a harmonic decomposition over ℤ₂.)
- Yurii I. Lyubich. Introduction to the Theory of Banach Representations of Groups. Translated from the 1985 Russian-language edition (Kharkov, Ukraine). Birkhäuser Verlag. 1988.
- George W. Mackey, Harmonic analysis as the exploitation of symmetry–a historical survey, Bull. Amer. Math. Soc. 3 (1980), 543–698.

- Conte, S. D.; de Boor, Carl (1980). Elementary Numerical Analysis (Third изд.). New York: McGraw Hill, Inc. ISBN 978-0-07-066228-5.
- Evans, L. (1998). Partial Differential Equations. American Mathematical Society. ISBN 978-3-540-76124-2.
- Howell, Kenneth B. (2001). Principles of Fourier Analysis. CRC Press. ISBN 978-0-8493-8275-8.
- Kamen, E. W.; Heck, B. S. (2. 3. 2000). Fundamentals of Signals and Systems Using the Web and Matlab (2 изд.). Prentiss-Hall. ISBN 978-0-13-017293-8.
- Knuth, Donald E. (1997). The Art of Computer Programming Volume 2: Seminumerical Algorithms (3rd изд.). Addison-Wesley Professional. Section 4.3.3.C: Discrete Fourier transforms, pg.305. ISBN 978-0-201-89684-8.
- Müller, Meinard (2015). The Fourier Transform in a Nutshell (PDF). Springer. In Fundamentals of Music Processing, Section 2.1, p. 40–56. ISBN 978-3-319-21944-8. doi:10.1007/978-3-319-21945-5. Архивирано из оригинала (PDF) 08. 04. 2016. г. Приступљено 11. 08. 2019.
- Polyanin, A. D.; Manzhirov, A. V. (1998). Handbook of Integral Equations. Boca Raton: CRC Press. ISBN 978-0-8493-2876-3.
- Rudin, Walter (1990). Fourier Analysis on Groups. Wiley-Interscience. ISBN 978-0-471-52364-2.
- Smith, Steven W. (1999). The Scientist and Engineer's Guide to Digital Signal Processing (Second изд.). San Diego: California Technical Publishing. ISBN 978-0-9660176-3-2.
- Bailey, David H.; Swarztrauber, Paul N. (1994), „A fast method for the numerical evaluation of continuous Fourier and Laplace transforms” (PDF), SIAM Journal on Scientific Computing, 15 (5): 1105—1110, CiteSeerX 10.1.1.127.1534 , doi:10.1137/0915067, Архивирано из оригинала (PDF) 20. 07. 2008. г., Приступљено 11. 08. 2019
- Boashash, B., ур. (2003), Time-Frequency Signal Analysis and Processing: A Comprehensive Reference, Oxford: Elsevier Science, ISBN 978-0-08-044335-5
- Bochner, S.; Chandrasekharan, K. (1949), Fourier Transforms, Princeton University Press
- Bracewell, R. N. (2000), The Fourier Transform and Its Applications (3rd изд.), Boston: McGraw-Hill, ISBN 978-0-07-116043-8
- Campbell, George; Foster, Ronald (1948), Fourier Integrals for Practical Applications, New York: D. Van Nostrand Company, Inc.
- Champeney, D.C. (1987), A Handbook of Fourier Theorems, Cambridge University Press
- Chatfield, Chris (2004), The Analysis of Time Series: An Introduction, Texts in Statistical Science (6th изд.), London: Chapman & Hall/CRC
- Clozel, Laurent; Delorme, Patrice (1985), „Sur le théorème de Paley-Wiener invariant pour les groupes de Lie réductifs réels”, Comptes Rendus de l'Académie des Sciences, Série I, 300: 331—333
- Condon, E. U. (1937), „Immersion of the Fourier transform in a continuous group of functional transformations”, Proc. Natl. Acad. Sci., 23 (3): 158—164, Bibcode:1937PNAS...23..158C, PMC 1076889 , PMID 16588141, doi:10.1073/pnas.23.3.158
- de Groot, Sybren R.; Mazur, Peter (1984), Non-Equilibrium Thermodynamics (2nd изд.), New York: Dover
- Duoandikoetxea, Javier (2001), Fourier Analysis, American Mathematical Society, ISBN 978-0-8218-2172-5
- Dym, H.; McKean, H. (1985), Fourier Series and Integrals, Academic Press, ISBN 978-0-12-226451-1
- Erdélyi, Arthur, ур. (1954), Tables of Integral Transforms, Vol. 1, McGraw-Hill
- Feller, William (1971), An Introduction to Probability Theory and Its Applications, Vol. II (2nd изд.), New York: Wiley, MR 0270403
- Folland, Gerald (1989), Harmonic analysis in phase space, Princeton University Press
- Fourier, J.B. Joseph (1822), Théorie analytique de la chaleur (на језику: French), Paris: Firmin Didot, père et fils, OCLC 2688081
- Fourier, J.B. Joseph (1878) [1822], The Analytical Theory of Heat, Превод: Alexander Freeman, The University Press
- Gradshteyn, Izrail Solomonovich; Ryzhik, Iosif Moiseevich; Geronimus, Yuri Veniaminovich; Tseytlin, Michail Yulyevich; Jeffrey, Alan (2015),  Zwillinger, Daniel; Moll, Victor Hugo, ур., Table of Integrals, Series, and Products (на језику: енглески), Превод: Scripta Technica, Inc. (8th изд.), Academic Press, ISBN 978-0-12-384933-5
- Grafakos, Loukas (2004), Classical and Modern Fourier Analysis, Prentice-Hall, ISBN 978-0-13-035399-3
- Grafakos, Loukas; Teschl, Gerald (2013), „On Fourier transforms of radial functions and distributions”, J. Fourier Anal. Appl., 19: 167—179, arXiv:1112.5469 , doi:10.1007/s00041-012-9242-5
- Greiner, W.; Reinhardt, J. (1996), Field Quantization, Springer, ISBN 978-3-540-59179-5
- Gelfand, I.M.; Shilov, G.E. (1964), Generalized Functions, Vol. 1, New York: Academic Press
- Gelfand, I.M.; Vilenkin, N.Y. (1964), Generalized Functions, Vol. 4, New York: Academic Press
- Hewitt, Edwin; Ross, Kenneth A. (1970), Abstract harmonic analysis, Die Grundlehren der mathematischen Wissenschaften, Band 152, Vol. II: Structure and analysis for compact groups. Analysis on locally compact Abelian groups, Springer, MR 0262773
- Hörmander, L. (1976), Linear Partial Differential Operators, Vol. 1, Springer, ISBN 978-3-540-00662-6
- Howe, Roger (1980), „On the role of the Heisenberg group in harmonic analysis”, Bulletin of the American Mathematical Society, 3 (2): 821—844, Bibcode:1994BAMaS..30..205W, MR 578375, doi:10.1090/S0273-0979-1980-14825-9
- James, J.F. (2011), A Student's Guide to Fourier Transforms (3rd изд.), Cambridge University Press, ISBN 978-0-521-17683-5
- Jordan, Camille (1883), Cours d'Analyse de l'École Polytechnique, Vol. II, Calcul Intégral: Intégrales définies et indéfinies (2nd изд.), Paris
- Kaiser, Gerald (1994), „A Friendly Guide to Wavelets”, Physics Today, 48 (7): 57—58, Bibcode:1995PhT....48g..57K, ISBN 978-0-8176-3711-8, doi:10.1063/1.2808105
- Kammler, David (2000), A First Course in Fourier Analysis, Prentice Hall, ISBN 978-0-13-578782-3
- Katznelson, Yitzhak (1976), An Introduction to Harmonic Analysis, Dover, ISBN 978-0-486-63331-2
- Kirillov, Alexandre; Gvishiani, Alexei D. (1982) [1979], Theorems and Problems in Functional Analysis, Springer
- Knapp, Anthony W. (2001), Representation Theory of Semisimple Groups: An Overview Based on Examples, Princeton University Press, ISBN 978-0-691-09089-4
- Kolmogorov, Andrey Nikolaevich; Fomin, Sergei Vasilyevich (1999) [1957], Elements of the Theory of Functions and Functional Analysis, Dover
- Lado, F. (1971), „Numerical Fourier transforms in one, two, and three dimensions for liquid state calculations”, Journal of Computational Physics, 8 (3): 417—433, Bibcode:1971JCoPh...8..417L, doi:10.1016/0021-9991(71)90021-0
- Paley, R.E.A.C.; Wiener, Norbert (1934), Fourier Transforms in the Complex Domain, American Mathematical Society Colloquium Publications (19), Providence, Rhode Island: American Mathematical Society
- Pinsky, Mark (2002), Introduction to Fourier Analysis and Wavelets, Brooks/Cole, ISBN 978-0-534-37660-4
- Poincaré, Henri (1895), Théorie analytique de la propagation de la chaleur, Paris: Carré
- Press, William H.; Flannery, Brian P.; Teukolsky, Saul A.; Vetterling, William T. (1992), Numerical Recipes in C: The Art of Scientific Computing, Second Edition (2nd изд.), Cambridge University Press
- Rahman, Matiur (2011), Applications of Fourier Transforms to Generalized Functions, WIT Press, ISBN 978-1-84564-564-9
- Rudin, Walter (1987), Real and Complex Analysis (3rd изд.), Singapore: McGraw Hill, ISBN 978-0-07-100276-9
- Simonen, P.; Olkkonen, H. (1985), „Fast method for computing the Fourier integral transform via Simpson's numerical integration”, Journal of Biomedical Engineering, 7 (4): 337—340, doi:10.1016/0141-5425(85)90067-6
- Stein, Elias; Shakarchi, Rami (2003), Fourier Analysis: An introduction, Princeton University Press, ISBN 978-0-691-11384-5
- Stein, Elias; Weiss, Guido (1971), Introduction to Fourier Analysis on Euclidean Spaces, Princeton, N.J.: Princeton University Press, ISBN 978-0-691-08078-9
- Taneja, H.C. (2008), „Chapter 18: Fourier integrals and Fourier transforms”, Advanced Engineering Mathematics, Vol. 2, New Delhi, India: I. K. International Pvt Ltd, ISBN 978-8189866563
- Titchmarsh, E. (1986) [1948], Introduction to the theory of Fourier integrals (2nd изд.), Oxford University: Clarendon Press, ISBN 978-0-8284-0324-5
- Vretblad, Anders (2000), Fourier Analysis and its Applications, Graduate Texts in Mathematics, 223, New York: Springer, ISBN 978-0-387-00836-3
- Whittaker, E. T.; Watson, G. N. (1927), A Course of Modern Analysis (4th изд.), Cambridge University Press
- Widder, David Vernon; Wiener, Norbert (avgust 1938), „Remarks on the Classical Inversion Formula for the Laplace Integral”, Bulletin of the American Mathematical Society, 44 (8): 573—575, Bibcode:1994BAMaS..30..205W, doi:10.1090/s0002-9904-1938-06812-7
- Wiener, Norbert (1949), Extrapolation, Interpolation, and Smoothing of Stationary Time Series With Engineering Applications, Cambridge, Mass.: Technology Press and John Wiley & Sons and Chapman & Hall
- Wilson, R. G. (1995), Fourier Series and Optical Transform Techniques in Contemporary Optics, New York: Wiley, ISBN 978-0-471-30357-2
- Yosida, K. (1968), Functional Analysis, Springer, ISBN 978-3-540-58654-8

## Spoljašnje veze
- Tables of Integral Transforms at EqWorld: The World of Mathematical Equations.
- An Intuitive Explanation of Fourier Theory by Steven Lehar.
- Lectures on Image Processing: A collection of 18 lectures in pdf format from Vanderbilt University. Lecture 6 is on the 1- and 2-D Fourier Transform. Lectures 7–15 make use of it., by Alan Peters
- Moriarty, Philip; Bowley, Roger (2009). „∑ Summation (and Fourier Analysis)”. Sixty Symbols. Brady Haran for the University of Nottingham.